# RS34
株式会社RS34（あーるえすさんじゅうよん) は、東京都練馬区に本社を置く、日本のコンピュータゲーム会社。主にゲームの開発・販売を行っている。

## 概要
マイルストーン社から移籍してきたサウンドユニット「k.h.d.n.」を中核としたゲーム開発ブランド「サクラフラミンゴラボラトリー (Sakura Flamingo Laboratory) 」の解散後、元メンバーを中心に2014年11月4日に設立された。
旧マイルストーン作品のラジルギ等のライセンスIPを継承し所有している。
設立後暫くは目立った動きはなかったが、2018年頃より活動が活発化しており、定期的に「k.h.d.n.」を中心としたライブイベントも開催している。

## 開発・発売タイトル
- ラジルギでごじゃる！ - 3DS、2018年7月25日（販売：RS34）
- イルベロデリンジャ - 3DS、2018年10月3日（販売：RS34）
- Karous-The Beast of Re:Eden- - 3DS、2019年2月26日（販売：RS34）
- ラジルギスワッグ - Nintendo Switch、2019年6月13日
- イルベロスウォンプ - Nintendo Switch、2021年11月18日
- ラジルギ2 - Nintendo Switch、PlayStation 4、PlayStation 5、2024年3月28日
- イルベロスウォンプ ハッピートゥギャザー - Nintendo Switch、2025年6月5日